# Odair Patriarca
Odair Patriarca (Itaporanga, 18 de abril de 1963) é um treinador de futebol e ex-futebolista brasileiro que atuava como lateral-direito.

## Carreira

### Jogador
Odair quase morreu na infância, quando foi diagnosticado com o chamado 'mal de simioto'.
Começou a carreira na base do São Bento, em 1975.
Subiu ao profissional em 1983 e jogou pela equipe de Sorocaba até 1985, ano em que atuou também pelo Flamengo-PI.
No ano seguinte, ele foi contratado pela Ponte Preta.
Após dois anos, Odair deixou a Ponte para atuar no Figueirense.
Em 1990, foi emprestado pelo Rio Branco-SP ao Novorizontino, onde foi o lateral-direito do vice-campeão paulista.
No segundo semestre daquele ano, após a Copa do Mundo, ele foi negociado para o Palmeiras. Estreou em 16 de setembro, na derrota em casa por 2x1 contra o Bahia, válida pelo Campeonato Brasileiro.
Como jogador do alviverde chegou a ser convocado para a Seleção Brasileira pelo técnico Paulo Roberto Falcão. Estreou com a "Amarelinha" em um amistoso contra o México, em dezembro de 1990, e depois, jogou contra a Bulgária, em maio de 1991.
Com a chegada da Parmalat ao clube em 1992, Vanderlei Luxemburgo optou por dispensá-lo para contratar Gil Baiano. No Palmeiras, atuou em 86 jogos e marcou 4 gols.
Depois do Palmeiras, atou pelo Sport Recife (1992) e Marília (1993).
No Juventude, ficou entre 1993 a 1995, e fez parte da campanha de acesso da equipe à elite do futebol brasileiro, em 1994, como capitão.
Passou ainda por Bragantino (1996), Vila Nova-GO (1996) e Montes Claros-MG, onde encerrou a carreira em 1997.
Em 2012, foi homenageado pela Câmara Municipal de sua cidade natal com o título de “Cidadão Benemérito de Itaporanga”.

### Treinador
Em 2003 e 2004 foi técnico da Pinhalense.
Depois dirigiu o Clube Atlético Guaçuano, de Mogi Guaçu-SP, na Série B-3 (quinta divisão do campeonato paulista).
Em 2011, dirigiu o Linense na Copa Paulista.
Em outubro de 2012, começou a trabalhar no sub-20 do XV de Piracicaba e montou o time que disputou a Copa São Paulo de Júnior do ano seguinte.
Em 2015, foi convidado a treinar a equipe FC Nevézis da Lituânia, mas, devido a uma confusão, foi espancado por policiais horas antes de conhecer a equipe e resolveu romper o acordo e voltar ao Brasil.
Em 2016, trocou o Novorizontino por um cargo na secretaria de esportes da cidade de Riversul.

## Títulos
Sport Recife
- Campeonato Pernambucano: 1992[2][14]

Juventude
- Campeonato Brasileiro - Série B: 1994[13][14]